# Perigonica angulata
Perigonica angulata là một loài bướm đêm trong họ Noctuidae.